# Midden-Amerikaanse katfret
De Midden-Amerikaanse katfret of cacomistle (Bassariscus sumichrasti) is een van de twee soorten katfretten, behorend tot de familie van de kleine beren (Procyonidae. Deze katfret leeft in Centraal-Amerika, van zuidelijk Mexico tot Panama.

## Afmetingen
Lengte: kop-romp 38-47 cm, staart 39-53 cm, schouderhoogte 17 cm. Gewicht: 0,8-1,5 kg

## Uiterlijk
De vacht van de slankgebouwde katfret is geelgrijs tot kastanjebruin op de rug en vaalwit tot lichtbruin op de buik. De kop is vosachtig met relatief grote, spitse oorschelpen en ogen. De katfret heeft geen zwart gezichtsmasker, maar wel twee witachtige of beigekleurige ringen rondom de ogen. Ook de spitse snuit is wit gekleurd. De staart is zeer lang en ruig behaard met een aantal zwarte ringen. De zolen van de poten zijn onbehaard en de nagels niet intrekbaar.

## Leefomgeving
Voornamelijk tropische regenwouden van zeeniveau tot 2000 m hoogte. Soms komen katfretten ook voor in droogbossen.

## Voedsel
De katfret is een echte vleeseter, meer dan alle andere soorten kleine beren. De prooi bestaat vooral uit kleine zoogdieren, vogels, kleine reptielen, amfibieën, insecten en ook eieren. Soms valt ook pluimvee ten prooi aan de katfret. Ongeveer een kwart van het voedsel bestaat uit plantaardig materiaal, zoals vruchten en noten.

## Leefwijze
De Midden-Amerikaanse katfret is een echte boombewoner en een behendige klimmer. Hij leeft het grootste gedeelte van het jaar solitair. Overdag slaapt deze soort in een boomholte, of neemt hij een zonnebad hoog in een boom. Tegen de schemering wordt de katfret wakker en gaat hij zijn vacht erg goed en nauwkeurig verzorgen, waarna de jacht begint. Katfretten jagen vanuit een hinderlaag en de prooi wordt met voorpoten neergedrukt en vervolgens gedood met een beet in de nek of in de kop. Tijdens de nachtelijke tochten laat de katfret ook geurvlaggen van urine en geurstoffen achter op bepaalde plaatsen om te laten weten dat soortgenoten uit de buurt moeten blijven. Het territorium wordt daarnaast ook fel verdedigd tegenover binnendringende soortgenoten. Als de katfret zich bedreigd voelt of opgewonden is, schreeuwt hij en geeft het dier een stinkende, muskusachtige geur af uit hun anaalklieren. Ook steekt hij zijn staart, die overigens ook zorgt voor evenwicht bij het klimmen, op om groter te lijken. Katfretten zijn opvallend lenig en ze kunnen aan hun achterpoten ondersteboven aan een tak hangen.

## Voortplanting
Na een draagtijd van 50-60 dagen worden twee of drie jongen geboren in een boomholte.